# Пенакова
Пенакова (порт.  Penacova; [pɨnɐ'kɔvɐ]) — посёлок городского типа в Португалии, центр одноимённого муниципалитета в составе округа Коимбра. Находится в составе крупной городской агломерации Большая Коимбра.
Численность населения — 3,6 тыс. жителей (посёлок), 16,9 тыс. жителей (муниципалитет).
Посёлок и муниципалитет входит в экономико-статистический регион Центр и субрегион Байшу-Мондегу. По старому административному делению входил в провинцию Бейра-Литорал.
Покровителем посёлка считается Дева Мария (порт. Maria).
Праздник посёлка — 17 июля.

## Расположение
Посёлок расположен в 14 км на северо-восток от адм. центра округа города Коимбра.
Муниципалитет граничит:
- на севере — муниципалитет Мортагуа, Санта-Комба-Дан
- на востоке — муниципалитет Табуа
- на юго-востоке — муниципалитет Арганил
- на юге — муниципалитет Вила-Нова-де-Пойареш
- на западе — муниципалитет Коимбра
- на северо-западе — муниципалитет Меальяда

## Население
| Население муниципалитета Пенакова (1801—2004) | Население муниципалитета Пенакова (1801—2004) | Население муниципалитета Пенакова (1801—2004) | Население муниципалитета Пенакова (1801—2004) | Население муниципалитета Пенакова (1801—2004) | Население муниципалитета Пенакова (1801—2004) | Население муниципалитета Пенакова (1801—2004) | Население муниципалитета Пенакова (1801—2004) | Население муниципалитета Пенакова (1801—2004) |
| --------------------------------------------- | --------------------------------------------- | --------------------------------------------- | --------------------------------------------- | --------------------------------------------- | --------------------------------------------- | --------------------------------------------- | --------------------------------------------- | --------------------------------------------- |
| 1801                                          | 1849                                          | 1900                                          | 1930                                          | 1960                                          | 1981                                          | 1991                                          | 2001                                          | 2004                                          |
| 8706                                          | 8593                                          | 18 253                                        | 16 964                                        | 18 704                                        | 17 351                                        | 16 748                                        | 16 725                                        | 16 850                                        |

## История
Поселок основан в 1192 году.

## Районы
В муниципалитет входят следующие районы:
1. Карвалью
2. Фигейра-де-Лорван
3. Фриумеш
4. Лорван
5. Оливейра-ду-Мондегу
6. Парадела
7. Пенакова
8. Сазеш-ду-Лорван
9. Сан-Пайю-ду-Мондегу
10. Сан-Педру-де-Алва
11. Траванка-ду-Мондегу